# Rohan Campbell
Rohan Campbell (Calgary, 23 settembre 1997) è un attore canadese, meglio noto per il ruolo di Frank Hardy nella serie televisiva The Hardy Boys.

## Biografia
Nato e cresciuto in Alberta da genitori britannici, si è avvicinato alla recitazione come hobby su consiglio della madre, finendo con l'ottenere dei ruoli in alcune produzioni locali perlopiù televisive. Si è quindi trasferito a Vancouver all'età di 17 anni, recitando in episodi di numerose serie televisive statunitensi ivi girate, come Supernatural, The 100, C'era una volta e iZombie. Nel 2020 ha ricoperto il suo primo ruolo da protagonista nella serie di Hulu The Hardy Boys, basata sull'omonima serie di libri per ragazzi. È stato poi antagonista sul grande schermo nello slasher Halloween Ends, interpretando Corey Cunningham, un ragazzo disturbato che diventa adepto di Michael Myers.

## Filmografia parziale

### Cinema
- Dolce vendetta (Crash Pad), regia di Kevin Tent (2017)
- Un viaggio stupefacente (Boundaries), regia di Shana Feste (2018)
- Arrivederci professore (The Professor), regia di Wayne Roberts (2018)
- Halloween Ends, regia di David Gordon Green (2022)
- The Monkey, regia di Oz Perkins (2025)

### Televisione
- Santa Baby - Natale in pericolo (Santa Baby 2: Christmas Maybe), regia di Ron Underwood – film TV (2009)
- Klondike – miniserie TV, 2 puntate (2014)
- C'era una volta (Once Upon a Time) – serie TV, episodio 6x16 (2017)
- Supernatural – serie TV, episodio 14x09 (2018)
- Project Blue Book – serie TV, episodio 1x06 (2019)
- iZombie – serie TV, episodio 5x06-5x13 (2019)
- The 100 – serie TV, episodio 6x07-6x10 (2019)
- Virgin River – serie TV, 4 episodi (2019-2022)
- Sacred Lies – serie TV, episodi 2x07-2x08 (2020)
- Snowpiercer – serie TV, episodio 1x02 (2020)
- The Hardy Boys – serie TV, 31 episodi (2020-2023)

### Videoclip
- Sabrina Carpenter Taste, regia di Dave Meyers (2024)

## Doppiatori italiani
Nelle versioni in italiano delle opere in cui ha recitato, Rohan Campbell è stato doppiato da:
- Gabriele Vender in Virgin River, The Monkey
- Lorenzo Crisci in C'era una volta
- Manuel Meli in The Hardy Boys
- Alessandro Campaiola in Halloween Ends